# WTA de San José
O WTA de San José – ou Mubadala Silicon Valley Classic, na última edição – foi um torneio de tênis profissional feminino, de categoria WTA 500.
Realizado em San José, no estado da Califórnia, nos Estados Unidos, estreou em 2018, substituindo o WTA de Stanford. Passou pelo hiato da pandemia, em 2020; durou quatro edições. Em 2023, foi cancelado para que o Washington pudesse ser promovido a WTA 500, com o patrocinador indo para lá. Os jogos eram disputados em quadras duras durante o(s) mês(es) de julho e/ou agosto.

## Finais

### Simples
| Ano                                                         | Campeã             | Vice-campeã     | Resultado       |
| ----------------------------------------------------------- | ------------------ | --------------- | --------------- |
| 2022                                                        | Daria Kasatkina    | Shelby Rogers   | 26–7, 6–1, 6–2  |
| 2021                                                        | Danielle Collins   | Daria Kasatkina | 6–3, 106–7, 6–1 |
| Torneio não realizado em 2020 devido à pandemia de COVID-19 |                    |                 |                 |
| 2019                                                        | Zheng Saisai       | Aryna Sabalenka | 6–3, 7–63       |
| 2018                                                        | Mihaela Buzărnescu | Maria Sakkari   | 6–1, 6–0        |

### Duplas
| Ano                                                         | Campeãs                       | Vice-campeãs                      | Resultado |
| ----------------------------------------------------------- | ----------------------------- | --------------------------------- | --------- |
| 2022                                                        | Xu Yifan Yang Zhaoxuan        | Shuko Aoyama Chan Hao-ching       | 7–5, 6–0  |
| 2021                                                        | Darija Jurak Andreja Klepač   | Gabriela Dabrowski Luisa Stefani  | 6–1, 7–5  |
| Torneio não realizado em 2020 devido à pandemia de COVID-19 |                               |                                   |           |
| 2019                                                        | Nicole Melichar Květa Peschke | Shuko Aoyama Ena Shibahara        | 6–4, 6–4  |
| 2018                                                        | Latisha Chan Květa Peschke    | Lyudmyla Kichenok Nadiia Kichenok | 6–4, 6–1  |